# 진달래족
진달래족(Rhodoreae)은 진달래과에 속하는 식물 분류군의 하나이다.

## 하위 분류
- 진달래속 (Rhododendron)
- 좀참꽃속 (Therorhodion)